# Cyanallapoderus cyaneovirens
Cyanallapoderus cyaneovirens es una especie de coleóptero de la familia Attelabidae.

## Distribución geográfica
Habita en África.